# فرمان (حکم)

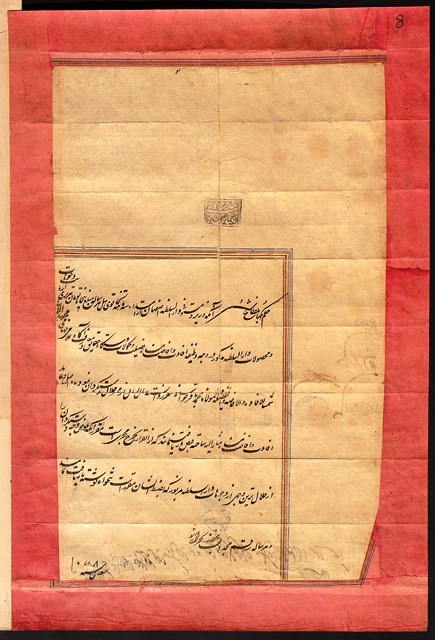
فرمان شاه عباس دوم برای تضمین مواجب مولانا محمدباقر خراسانی (محقق سبزواری) که مبلغ پنجاه تومان به عنوان مقرری سالیانه تعیین نمود. تاریخ ۱۸ شعبان (۱۰۶۸ ه ق / ۱۰۳۷ ش)اصل نسخه فرمان در کتابخانه بریتانیا (قبلا در موزه بریتانیا) نگهداری می شود

فرمان (به پارسی باستان:framānā) (پارسی میانه: framān) که جمع عربی آن فرامین است، یک دستور رسمی است که از سوی شاه، شاهزاده، یا سایر مقام‌های عالی‌رتبه صادر شده باشد. تفاوت سند با فرمان، در شخصی، اداری یا قضایی بودن سند است در حالی که فرمان، دستور رسمی از سوی پادشاه است. در بعضی دوره‌های تاریخی، از عنوان‌های حکم یا رقم، و در در دوران ایلخانان، از عنوانِ یرلیغ برای این منظور استفاده می‌شد.
تحقیق در مورد چینش متنی، گرافیکی و اداری فرمان‌ها در حوزهٔ یک رشتهٔ فرعی از علم تاریخ به نام سندشناسی است.